# Krišjānis Barons
Krišjānis Barons, född 31 oktober (gamla stilen: 19 oktober) 1835 i Strutele, Kurland, död 8 mars 1923 i Riga, var en lettisk folklorist. 
Barons studerade 1856–60 matematik och astronomi vid Dorpats universitet. Han verkade sedermera som lettisk tidningsredaktör i Sankt Petersburg och som lärare i Moskva samt gjorde storartade samlingar av lettiska folkvisor (omkring 28 000), vilka han utgav 1894 (sex band; andra upplagan 1903).
Asteroiden 3233 Krisbarons är uppkallad efter honom.